# آلة شقبية

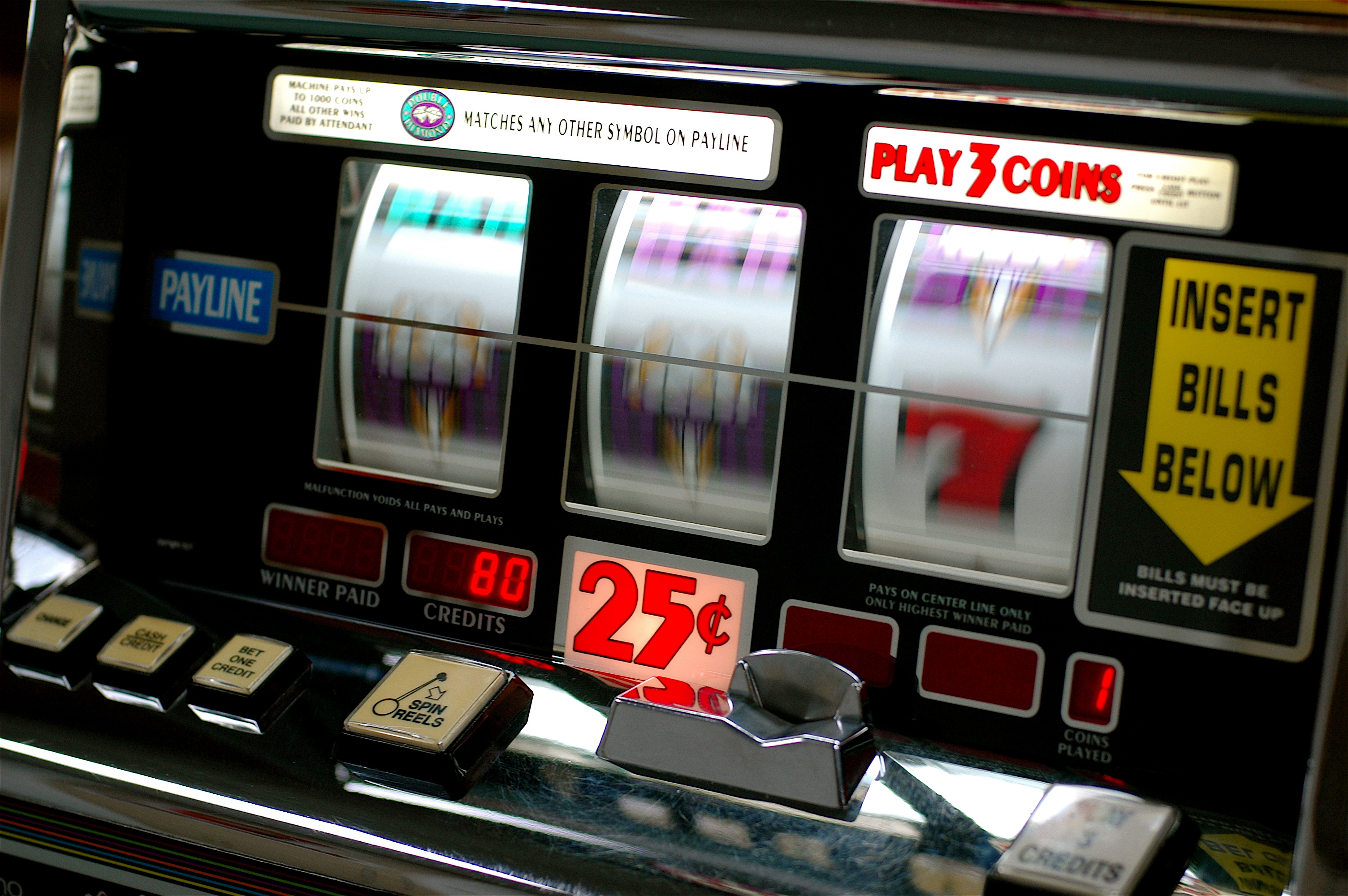
ماكينة شقبية.

الآلة الشَّقْبِيّة أو الماكينة الشَّقْبِيّة او آلة الحظ (بالإنجليزية: Slot machine)‏ هي آلة قمار بها شاشة تحتوي ثلاث بكرات أو أكثر والتي تدور حين يُضغط على زر. صممت هذه اللعبة في البداية بذراع بالجانب الأيمن بدلًا من الزر الموجود بالأمام وبكرات حقيقية، وهناك آلات حديثة ما زالت تصمم بذراع بدلًا من الزر. تأتي الآلة الشقبية مزوّدة بجهاز للتحقق من العملات النقدية أو الورقية التي يُدخلها المستخدم بالجهاز من أجل اللعب.

## اقرأ أيضا
- باتشينكو